# Нержавеющая сталь
Нержавеющая сталь (коррозионно-стойкие стали, в просторечье «нержавейка») — легированная сталь, устойчивая к коррозии в атмосфере и агрессивных средах, обладающая термостойкими свойствами. Различные марки нержавеющей стали включают хром, никель, углерод, азот, алюминий, кремний, серу, титан, медь, селен, ниобий и молибден. Однако в условиях, например, соляного тумана и морской воды, а также при нарушении технологии сварки и термической обработки и нержавеющая сталь подвергается коррозии. Как правило, хромистая нержавеющая сталь плохо поддается сварке и отличается флокеночувствительностью.

## История
В 1820—1821 годах Майкл Фарадей и Пьер Бертье отметили способность сплава хрома с железом сопротивляться кислотной коррозии. Поскольку учёные ещё не знали о роли низкого содержания углерода, они не смогли получить сплав с высоким содержанием хрома.
Нержавеющая сталь была запатентована в 1912 году немецкими инженерами Krupp. Патент касался аустенитной стали. Название «нержавеющая сталь» впервые использовал английский инженер Гарри Брирли. Он работал в военной промышленности в лабораториях Браун-Ферт в Шеффилде. В 1913 году Гарри Брирли, экспериментировавший с различными видами и свойствами сплавов, обнаружил способность стали с высоким содержанием хрома сопротивляться кислотной коррозии.
Англичанину удалось убедить в своём новом изобретении производителя ножей Р. Ф. Мосли. Изначально нержавеющая сталь использовалась только для изготовления столовых приборов. В 1924 году Великобритания запатентовала сталь по стандарту AISI 304, содержащую 18 % хрома и 8 % никеля.

## Группы
Нержавеющие стали делят на три группы:
- коррозионностойкие стали — от них требуется стойкость к коррозии в несложных промышленных и бытовых условиях (из них можно изготавливать детали оборудования для нефтегазовой, лёгкой, машиностроительной промышленности, хирургические инструменты, бытовую нержавеющую посуду и тару);
- жаростойкие стали — от них требуется жаростойкость — то есть стойкость к коррозии при высоких температурах в сильно агрессивных средах (например, на химических заводах и на тепловых электростанциях). Как правило это сложнолегированные стали, содержащие помимо хрома и никеля вольфрам, ниобий, молибден, ванадий, титан и другие металлы;
- жаропрочные стали — от них требуется жаропрочность — то есть хорошая механическая прочность при высоких температурах.

## Химический состав
Нержавеющая сталь отличается от углеродистой по содержанию хрома. Незащищённая углеродистая сталь сразу ржавеет под воздействием воздуха и влаги. Эта плёнка оксида железа (ржавчины) активна и ускоряет коррозию, облегчая создание большего количества оксида железа. Поскольку оксид железа имеет более низкую плотность, чем сталь, слой расширяется и имеет тенденцию отслаиваться и опадать. В то же время нержавеющие стали содержат достаточно хрома для пассивирования, создавая на поверхности инертный слой оксида хрома. Этот слой предотвращает дальнейшую коррозию, блокируя диффузию кислорода к поверхности стали, и останавливает распространение коррозии по большей части металла. Пассивация происходит только при достаточно высоком содержании хрома и при наличии в нём кислорода.
При выборе химического состава коррозионностойкого сплава руководствуются так называемым правилом {\displaystyle {\frac {N}{8}}}: если к металлу, неустойчивому к коррозии (например, к железу) добавлять металл, образующий с ним твёрдый раствор и устойчивый против коррозии (к примеру хром), то защитное действие проявляется скачкообразно при введении {\displaystyle {\frac {1}{8}},{\frac {2}{8}},{\frac {3}{8}}...{\frac {N}{8}}} моль второго металла (коррозионная стойкость возрастает не пропорционально количеству легирующего компонента, а скачкообразно). Основной легирующий элемент нержавеющей стали — хром Cr (12—20 %); помимо хрома, нержавеющая сталь содержит элементы, сопутствующие железу в его сплавах (С, Si, Mn, S, Р), а также элементы, вводимые в сталь для придания ей необходимых физико-механических свойств и коррозионной стойкости (Ni, Mn, Ti, Nb, Co, Mo).
Сопротивление нержавеющей стали коррозии напрямую зависит от содержания хрома: при его содержании 13 % и выше сплавы являются нержавеющими в обычных условиях и в слабоагрессивных средах, более 17 % — коррозионностойкими и в более агрессивных окислительных и других средах, в частности, в азотной кислоте крепостью до 50 %.
Причина коррозионной стойкости нержавеющей стали объясняется главным образом тем, что на поверхности хромсодержащей детали, контактирующей с агрессивной средой, образуется тонкая плёнка нерастворимых окислов, при этом большое значение имеет состояние поверхности материала, отсутствие внутренних напряжений и кристаллических дефектов.
В среде сильных кислот (серной, соляной, фосфорной и их смесях) применяют сложнолегированные сплавы с высоким содержанием Ni и присадками Mo, Cu и Si.
Повышенная атмосферная коррозионностойкость стали достигается, как правило, целенаправленным изменением её химического состава. Считается, что наиболее эффективно повышают сопротивление строительных сталей атмосферной коррозии небольшие добавки никеля, хрома и особенно фосфора и меди. Так, легирование медью в пределах 0,2—0,4 % повышает на 20—30 % стойкость против коррозии открытых конструкций в промышленной атмосфере.

## Классификация
По химическому составу нержавеющие стали делятся на:
- Хромистые, которые, в свою очередь, по структуре делятся на;
  - Мартенситные;
  - Полуферритные (мартенисто-ферритные);
  - Ферритные;
- Хромоникелевые;
  - Аустенитные
  - Аустенитно-ферритные
  - Аустенитно-мартенситные
  - Аустенитно-карбидные
- Хромомарганцевоникелевые[5] (классификация совпадает с хромоникелевыми нержавеющими сталями).

Различают аустенитные нержавеющие стали, склонные к межкристаллитной коррозии, и стабилизированные — с добавками Ti и Nb. Значительное уменьшение склонности нержавеющей стали к межкристаллитной коррозии достигается снижением содержания углерода (до 0,03 %).
Нержавеющие стали, склонные к межкристаллитной коррозии, после сварки, как правило, подвергаются термической обработке.
Широкое распространение получили сплавы железа и никеля, в которых за счёт никеля аустенитная структура железа стабилизируется, а сплав превращается в слабо-магнитный материал.

### Мартенситные и мартенсито-ферритные стали
Мартенситные и мартенситно-ферритные стали обладают хорошей коррозионной стойкостью в атмосферных условиях, в слабоагрессивных средах (в слабых растворах солей, кислот) и имеют высокие механические свойства. В основном их используют для изделий, работающих на износ, в качестве режущего инструмента, в частности, ножей, для упругих элементов и конструкций в пищевой и химической промышленности, находящихся в контакте со слабоагрессивными средами. К этому виду относятся стали типа 30Х13, 40Х13 и т. д.

### Ферритные стали
Эти стали применяют для изготовления изделий, работающих в окислительных средах (например, в растворах азотной кислоты), для бытовых приборов, в пищевой, лёгкой промышленности и для теплообменного оборудования в энергомашиностроении.
Ферритные хромистые стали имеют высокую коррозионную стойкость в азотной кислоте, водных растворах аммиака, в аммиачной селитре, смеси азотной, фосфорной и фтористоводородной кислот, а также в других агрессивных средах. К этому виду относятся стали 400-й серии.

### Аустенитные стали
Основным преимуществом сталей аустенитного класса являются их высокие служебные характеристики (прочность, пластичность, коррозионная стойкость в большинстве рабочих сред) и хорошая технологичность. Поэтому аустенитные коррозионностойкие стали нашли широкое применение в качестве конструкционного материала в различных отраслях машиностроения. Теоретически изделия из аустенитных нержавеющих сталей при нормальных условиях — немагнитные. Магнитные свойства нержавеющих марок сталей обусловлены микроструктурой.  После холодного деформирования (любой мехобработки), сварки, особенно в горячекатаных листах и плитах из аустенитных марок, могут проявляться некоторые магнитные свойства (в результате структурного превращения части аустенита в феррит и в мартенсит).

### Аустенито-ферритные и аустенито-мартенситные стали
Аустенито-ферритные стали
Преимущество сталей этой группы — повышенный предел текучести по сравнению с аустенитными однофазными сталями, отсутствие склонности к росту зёрен при сохранении двухфазной структуры, меньшее содержание остродефицитного никеля и хорошая свариваемость.
Аустенито-ферритные стали находят широкое применение в различных отраслях современной техники, особенно в химическом машиностроении, судостроении, авиации.
К этому виду относятся, стали типа 08Х22Н6Т, 08Х21Н6М2Т, 08Х18Г8Н2Т.
Аустенито-мартенситные стали
Потребности современной техники в коррозионностойких сталях повышенной прочности и технологичности привели к разработке сталей мартенситного (переходного) класса. Это стали типа 07Х16Н6, 09Х15Н9Ю, 08Х17Н5М3.
Сплавы на железоникелевой и никелевой основе
При изготовлении химической аппаратуры, особенно для работы в серной и соляной кислотах, необходимо применять сплавы с более высокой коррозионной стойкостью, чем аустенитные стали. Для этих целей используют сплавы на железноникелевой основе типа 04ХН40МТДТЮ и сплавы на никельмолибденовой основе Н70МФ, на хромоникелевой основе ХН58В и хромоникельмолибденовой основе ХН65МВ, ХН60МБ.

## Производство и применение
Согласно данным «International Stainless Steel Forum», мировой объём выплавки нержавеющей стали в 2009 году составил 24,579 млн тонн.
- Хромистые нержавеющие стали:
  - Клапаны гидравлических прессов;
  - Турбинные лопатки;
  - Арматура крекинг-установок;
  - Режущий инструмент;
  - Пружины;
  - Бытовые предметы;
- Хромоникелевые и хромомарганцевоникелевые нержавеющие стали:
  - Бытовые предметы, в частности, столовая посуда (пищевые марки стали)
  - Ортопедическая стоматология (изготовление гильз для штампованных коронок)
- Стабилизированные аустенитные нержавеющие стали:
  - Сварная аппаратура, работающая в агрессивных средах; Изделия, работающие при высоких температурах — 550—800 °C;
  - Строительство и архитектура;
  - Пищевая промышленность;
  - Лестницы, ограждения и перила.

Нержавеющие стали используются как в деформированном, так и в литом состоянии.

## Сварка нержавеющих сталей
Сварка нержавеющих сталей имеет особенности, характерные для всех высоколегированных сталей. Прежде всего, при сварке надо учитывать и предотвращать выгорание различных элементов и изменение, в связи с этим, химического состава шва, опасность перегрева места сварки, возникающего из-за низкой теплопроводности (до 50 % от нелегированных сталей) и высокого удельного электрического сопротивления свариваемого металла, а также, значительные тепловые деформации, вызванные высоким коэффициентом теплового расширения.
Электросварку нержавеющих сталей можно осуществлять методом контактной сварки и различными способами дуговой сварки. При ручном способе часто применяется аргонно-дуговая сварка неплавящимся вольфрамовым электродом с ручной подачей присадочной проволоки, полуавтоматическая сварка плавящимся электродом в среде защитного газа а также сварка штучными (покрытыми) электродами. При автоматической сварке технологии аналогичны полуавтоматической. В качестве защитной среды при сварке малоответственных деталей угольным или плавящимся электродом может применяться углекислый газ, при сварке ответственных деталей — инертные газы аргон или гелий, а также, смеси газов. Сварка вольфрамовым электродом в среде углекислого газа возможна только при применении двойного сопла с внутренней струёй аргона, защищающей электрод. Для удаления окисной плёнки и повышения качества шва, применяются флюсы.
Газовая ацетилено-кислородная сварка также возможна, но сейчас практически не применяется, хотя долгое время это был единственный способ сварки тонкостенных деталей из нержавеющих сталей. В настоящее время, при сварке тонких металлов, распространён импульсный режим электросварки, при котором на постоянный («дежурный») ток дуги в 5..10 А накладываются импульсы сварочного тока с частотой 2..3 Гц. Величина сварочного тока в импульсе регулируется в широких пределах 10…200 А.
Аустенитные нержавеющие стали вроде 12Х18Н9, 12Х18Н10 (примерно из таких прокатывают листовую нержавеющую сталь) не переносят прокаливания. Прокаливание вызывает в них структурные изменения, из-за которых после прокаливания в стали начнётся межзерновая (межкристаллитная) коррозия. Межкристаллитная коррозия опасна ещё и тем, что не вызывает потерю товарного вида изделия, так что изделие, будучи по-прежнему красивым и блестящим, под нагрузкой может внезапно разрушиться.
Для защиты от межкристаллитной коррозии и улучшения свариваемости в такие стали добавляют титан (Т)  в количестве 5C — 0,6 % или ниобий (Б). Легированные таким образом стали обозначаются: 12Х18Н9Т, 12Х18Н9Б, 12Х18Н10Т, 12Х18Н10Б. Соответственно, аустенитные нержавеющие стали для сварки годятся (если без последующей термообработки) те, которые с буквой «Т» или «Б» в конце.
Штучные (покрытые) сварочные электроды выпускаются не только из чёрной стали (для сварки чёрных сталей), но и из нержавеющей стали (например, «УОНИИ-13/НЖ»). Электрическое сопротивление нержавеющей стали больше, чем электрическое сопротивление чёрной стали, поэтому сварочные электроды из неё делают короче, чем электроды из чёрной стали, так как слишком длинный нержавеющий электрод может расплавиться (сразу по всей длине) и обрушиться до того, как будет израсходован полностью.
Для приваривания детали из нержавеющей стали к детали из чёрной стали нужны т. н. переходные электроды. В этом случае сталь, из которой сделаны переходные электроды, должна иметь в своём составе повышенное (примерно в полтора раза) содержание легирующих элементов (например, «Х25Н18…»; «Х23Н15…»). Переходные электроды имеют зелёное покрытие.
Сварочные электроды с голубым покрытием — для сварки пищевой нержавеющей стали (баки, цистерны, трубопроводы, лопасти мешалок и т. п. для пищевой промышленности).

## Другие коррозионно-стойкие сплавы
Сплавы Cr-Ni, содержащие менее 50 % железа и обладающие ещё лучшими свойствами с точки зрения коррозионной и жаростойкости, больше не считаются сталями. Эти так называемые суперсплавы относятся к высокотемпературным сплавам и основаны на сплаве типа NiCr8020, который впервые был описан около 1906 года. Путём добавления алюминия и титана они могут быть упрочнены, и их прочность значительно повысится при высоких температурах. Современные торговые наименования, например, Инконель, Инколой, Хастеллой, Кронифер, Никрофер. Последний представляет собой высококоррозионно-стойкий никель-хром-молибденовый сплав, который в зависимости от присадки делится на различные сплавы (Nicrofer 3127, Nicrofer 5923, H-C4 или H-C22).
Такие сплавы в основном используются в реактивных двигателях, электростанциях (в газовых турбинах), газовой промышленности и химической промышленности, то есть там, где высокая прочность при очень высоких температурах или при очень агрессивных условиях должна быть гарантирована в долгосрочной перспективе.